# Andrea Locatelli
Andrea Locatelli (Alzano Lombardo, 16 de outubro de 1996) é um motociclista italiano, atualmente compete na Moto2 pela Italtrans Racing Team.

## Carreira
Andrea Locatelli fez sua estreia na Moto3 em 2013 pela Mahindra Racing. 